# Onofrio Tomaselli
Onofrio Tomaselli (Bagheria, 3 agosto 1866 – Palermo, 21 marzo 1956) è stato un pittore italiano.

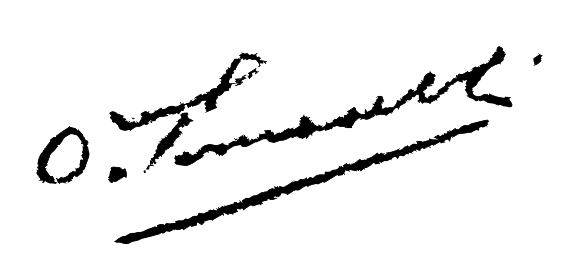
Firma di Onofrio Tomaselli.

Fu il maestro di alcune generazioni di pittori siciliani del primo Novecento fra cui Alfonso Amorelli, ma anche di un altro pittore bagherese, Renato Guttuso, che per sua stessa ammissione considerò quale punto di riferimento per la realizzazione de La Zolfara, il dipinto intitolato I Carusi, di ispirazione verista, che Tomaselli presentò nel 1906 alla Esposizione internazionale di Milano e che si trova oggi alla Galleria d'arte moderna Sant'Anna di Palermo.

## Biografia

### Da Bagheria a Palermo (1866-1880)
Da Bagheria, dove nacque il 3 agosto del 1866 da Giacomo e da Salvadora Sciortino, si trasferì presto a Palermo. La Guida del 1911 lo annoverava tra le glorie locali del suo paese natale, dove egli tornava periodicamente per frequentare gli esponenti dell'«intellighenzia» locale che, intorno a Gioacchino Guttuso Fasulo ed alla «Casa di Cultura», innescavano dibattiti politici.

### I tirocini (1880-1886)
A Palermo Tomaselli Compì il suo primo tirocinio, tra il 1880 e il 1881, presso il pittore Pietro Volpes, discepolo del Patania e del D'Antoni, tenne studio insieme a Francesco Lojacono e ad altri artisti, fra cui lo scultore Nunzio Morello, in alcuni locali dell'ex monastero della Martorana, dov'era ubicato anche l'Istituto di Belle Arti.
Dal 1884 al 1886, anno in cui sostenne gli esami finali, grazie ad una borsa di studio concessagli dal Comune di Palermo, il Tomaselli frequentò il corso di pittura figurativa, che concluse «con lode ed approvazione», con una medaglia d'argento «per gli studi di dipinti dal vero», ed un premio pecuniario per il «disegno di anatomia del cadavere». 
In quello stesso 1886 sposò a Napoli Emilia Glaudi dei marchesi di Tagliavia, e nell'anno successivo si presentò al concorso di Composizione di pittura bandito dall'Istituto di Belle Arti di Napoli, ottenendo il premio di incoraggiamento ex aequo.
Fin dall'inizio, alla base del suo stile pittorico fu il Morelli, che, a livello di insegnamento accademico, era stato il nume tutelare non solo della pittura meridionale, ma anche di quella isolana. La citazione con la quale egli asseriva che «l'arte era di rappresentare figure e cose non viste, ma immaginate e vere ad un tempo», offre una chiave di lettura per comprendere il senso della pittura dal vero di Tomaselli. Del resto il principio di «verità» e il Realismo rappresentarono il momento unitario dell'arte italiana della seconda metà dell'Ottocento e all'inizio fu una ricerca comune degli artisti sulle premesse della rivoluzione della «macchia». Questo costituì il superamento delle divisioni e delle scuole regionali di pittura e allineò tutti, «presto o tardi, su un unico fronte la cui insegna era il "vero", nelle forme, nei temi e nelle "emozioni"». Anche le vicende della pittura siciliana nel suo graduale sviluppo dal Neoclassicismo al Realismo, dal concetto di «bello» all'intuizione del «vero», rispecchiava la situazione generale dell'arte.

### I Carusi e la denuncia sociale

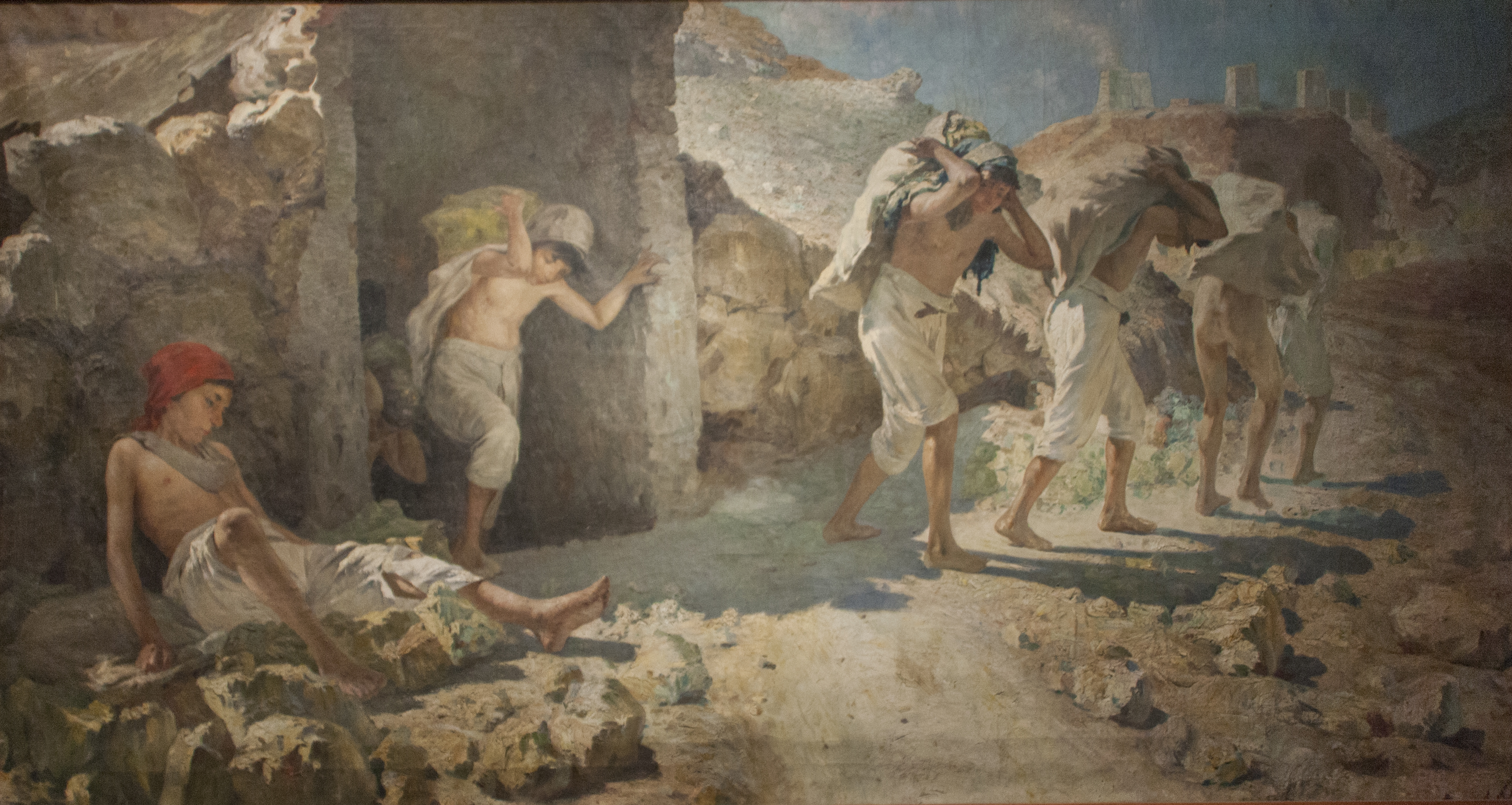
I carusi

Nel 1905 Onofrio Tomaselli esegue I Carusi, tela che lo consegna alla storia della pittura siciliana dei primi del Novecento. Un'opera preceduta da una serie di bozzetti fra cui Testa di caruso, Sacco di zolfo ed altri.
I Carusi nacquero in seguito ad un temporaneo soggiorno del pittore presso il barone La Lumia, proprietario di miniere di zolfo. Ma l'interpretazione che Gioacchino Guttuso Fasulo dà del quadro, in riferimento al problema dello sfruttamento del lavoro minorile, afferma:
I Carusi sono presentati all'Esposizione Internazionale di Milano del 1906. La tela si trova oggi esposta alla Galleria d'arte moderna Sant'Anna di Palermo.

## Esposizioni
- Esposizione di Palermo, 1891-92.
- I Esposizione Promotrice di Belle Arti, Palermo, 1894.
- Esposizione Artistica Sarda di Sassari, 1896.
- Mostra regionale di Belle Arti, Palermo. 1896.
- II Esposizione Promotrice di Belle Arti, Palermo, 1897.
- VIII Internationale Kunstausstellung im königlichen Glaspalast, Monaco di Baviera, 1901.
- Esposizione della Società Promotrice di Belle Arti, Torino, 1901.
- Esposizione Internazionale di Torino, 1901.
- Esposizione Internazionale di San Pietroburgo, 1901.
- IV Biennale di Venezia, Venezia 1901.
- Esposizione Internazionale d'Arte di St. Louis, 1903.
- Esposizione Internazionale di Milano, 1906.
- Esposizione Artistica al Teatro Massimo di Palermo, 1913.
- Mostra Didattica di Belle Arti di Palermo, 1913.
- Mostra del Ventaglio Patriottico, Palermo, 1915.
- Mostra Permanente di Belle Arti, Palermo, 1921.
- Mostra d'arte a Villa Gallidoro, Palermo, 1926.
- Mostra personale al Circolo della Stampa di Palermo, 1935.
- Mostra monografica “Onofrio Tomaselli pittore nella Sicilia verista” alla Galleria d'arte moderna Sant'Anna, Palermo, 2025[7].